# Nastro d'argento al migliore attore esordiente
Il Nastro d'argento al migliore attore esordiente è stato un riconoscimento cinematografico italiano assegnato dal Sindacato Nazionale Giornalisti Cinematografici Italiani.
Il primo di questi premi venne assegnato nel 1948 con la denominazione Nastro d'argento al migliore attore debuttante. Successivamente, per molte edizioni questo riconoscimento non venne più assegnato finché nel 1973 venne ripristinato con la denominazione Nastro d'argento al migliore attore esordiente, che venne poi utilizzata per tutte le occasioni successive. Dopo il 1986 non è stato più assegnato, anche se la sua funzione è stata in qualche modo ripresa, a partire dal 2001, dal Premio Guglielmo Biraghi.

## Albo d'oro
I vincitori sono indicati in grassetto, a seguire gli altri candidati.

### Anni quaranta
- 1948: Luigi Tosi - Tombolo, paradiso nero

### Anni settanta
- 1973: Luigi Squarzina - Il caso Mattei
- 1974: Gianfilippo Carcano - Amarcord
- 1975: Renato Pozzetto - Per amare Ofelia
  - Al Cliver - Il Saprofita
- 1977: Vincenzo Crocitti - Un borghese piccolo piccolo
- 1978: Saverio Marconi - Padre padrone

### Anni ottanta
- 1980: Carlo Verdone - Un sacco bello
- 1981: Massimo Troisi - Ricomincio da tre
- 1982: Beppe Grillo - Cercasi Gesù
- 1983: Fausto Rossi - Colpire al cuore
- 1984: Non assegnato
  - Leonardo Treviglio - Desiderio
  - Fabrizio Bracconeri - Acqua e sapone
- 1986: Elvio Porta - Un complicato intrigo di donne, vicoli e delitti
  - Stefano Maria Mioni - Un ragazzo come tanti
  - Federico Pitzalis - Diavolo in corpo